# 佩蒂基夫
50°53′5″N 33°0′42″E / 50.88472°N 33.01167°E
佩蒂基夫（羅馬化：Petkiv）是烏克蘭北部的村莊，隸屬切爾尼希夫州的普里盧基區。該村面積0.36平方公里，海拔高度172米，2001年人口102，人口密度每平方公里281.8人。